# Bethel Bible College (Guntur)
Bethel Bible College (BBC) ist ein ökumenisches theologisches Seminar in Guntur in Andhra Pradesh in Indien. Es wurde erst 2000 gegründet und ist an das Senate of Serampore College (University) in Serampore, Westbengalen, angeschlossen.
Die Gospel Mission of India gründete das College, um eine adäquate spirituelle Ausbildung für ihre Priester zu sichern. Das College vergibt Abschlüsse als Bachelor of Divinity.

## Bibliothek
Die Bibliothek umfasst mehr als zehntausend Bände und hat Zugang zu mehr als 9000 elektronischen Büchern und Zeitschriften.

## Leitung
Der Gründungsrektor war Victor Premasagar. Gegenwärtig ist S. Robertson der Rektor.

### Lehrkörper
- Reverend Ch. Victor Moses[5]